# Chessington World of Adventures
Chessington World of Adventures is een attractiepark, dierentuin en een hotelcomplex dat ligt in Centraal-Londen, Engeland. Het park werd onder de naam Chessington Zoo geopend in 1931. Naast de dierentuin werd door The Tussauds Group een pretpark gebouwd. Het pretpark opende op 7 juli 1987 en was daarmee een van de eerste gethematiseerde pretparken in Engeland. Het park werd overgedragen aan Merlin Entertainments na de inkoop van The Tussauds Group in 2007. Onder het gezag van Merlin Entertainments, ontwikkelde Chessington zich steeds meer tot een toeristische bestemming.
Chessington Zoo heeft meer dan duizend dieren, waaronder gorilla's, zeeleeuwen en tijgers. De dierentuin is opgesplitst in verschillende delen: Trail of the Kings, Sealion Bay, Children's Zoo, Amazu, Penguin Bay, de Wanyama Village & Reserve en Sea Life Centre.
Chessington World of Adventures (pretpark) bestaat uit een paar gebieden gedecoreerd als verschillende wereldculturen. Het pretpark bestaat momenteel uit 10 gebieden waaronder: Adventure Point, Mystic East, Mexicana, Pirates' Cove, Wild Woods en Forbidden Kingdom. Land of the Dragons is in 2004 geopend voor kinderen, hoewel de intense spinning coaster Dragon's Fury er ook staat. In 2010 werd het gebied bekend als Beanoland vervangen door Wild Asia. Belangrijke attracties zijn onder andere: Dragon Falls, Vampire, The Gruffalo River Ride Adventure, Rameses Revenge, Dragon's Fury, KOBRA en Scorpion Express.

## Geschiedenis

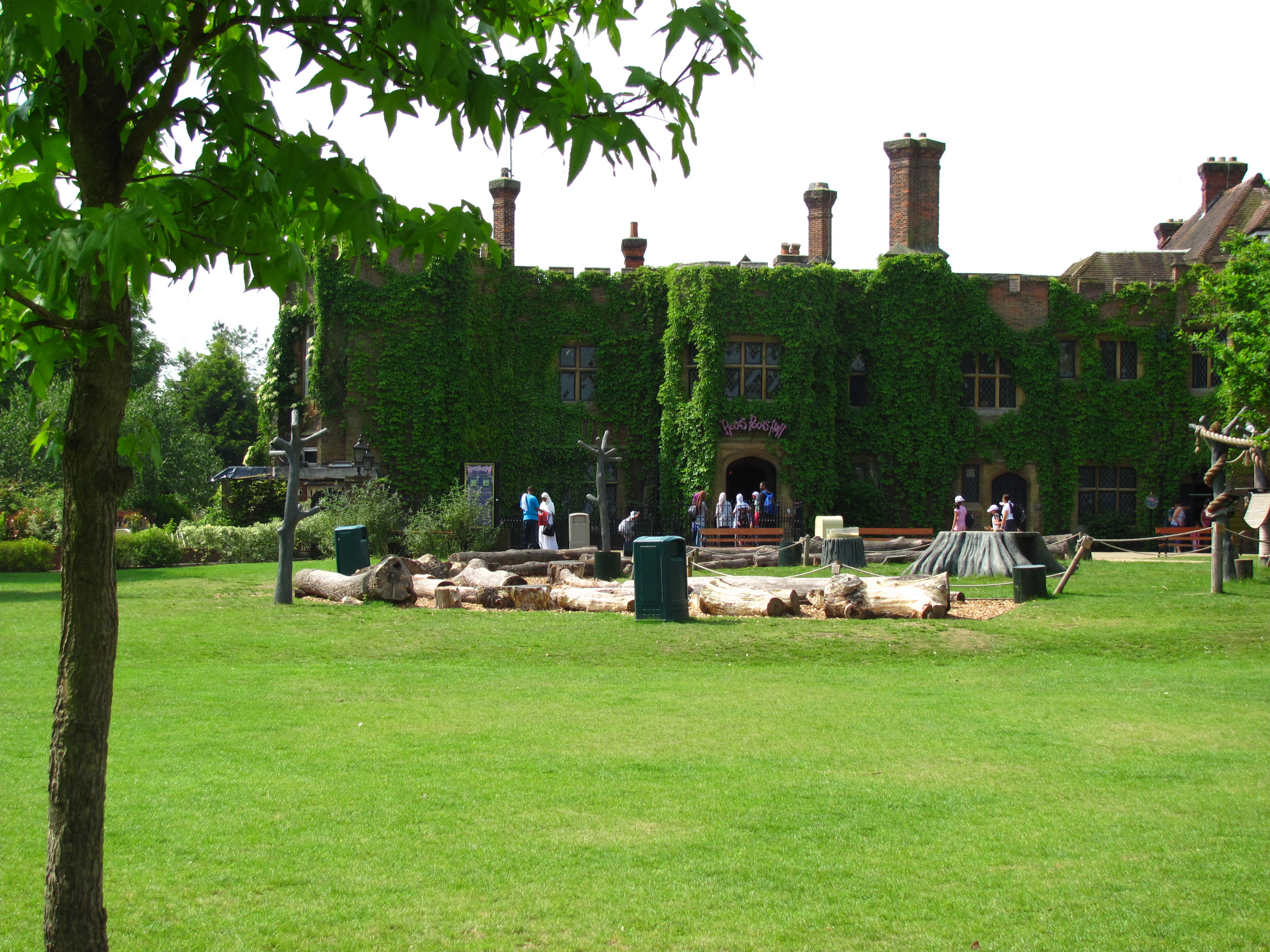
Burnt Stub Mansion (tegenwoordig Hocus Pocus Hall), is het originele herenhuis op het landgoed, dat dateert van voor Chessington Zoo.

Het herenhuis in Chessington World of Adventures Resort, tegenwoordig bekend als the Burnt Stub, is oorspronkelijk gebouwd in 1348 in Chessington, Surrey. Na de Engelse Burgeroorlog werd The Burnt Stub werd herbouwd tot een herberg, in de 18e eeuw liet de familie Vere Barker het herbouwen in een neogotisch-victoriaanse stijl.

### Oprichting van de dierentuin
Het resort vindt zijn oorsprong in Chessington Zoo, die geopend werd in 1931; De dierentuin is opgericht door Reginald Goddard, die het landgoed kocht om zijn privécollectie dieren te laten zien. In 1946 stierf Goddard, de Pearson Publishing Company nam de dierentuin over en beheerde hem tot 1978, toen The Tussauds Group de controle over het park overnam. (Tussauds was een dochteronderneming van de Pearson Group).

### Oprichting van het pretpark
Vanwege de dalende bezoekersaantallen van de dierentuin in 1984 gaf Ray Barrat, directeur van development, John Wardley de opdracht om met plannen te komen om het park te verbeteren. John Wardley was een van de hoofddesigners bij Tussauds Group en hij heeft een grote invloed gehad bij attracties die werden gemaakt voor Chessington en haar dochterparken Thorpe Park en Alton Towers. Hij maakte de beslissing om een pretpark te openen ter aanvulling van de dierentuin, en zo was Chessington World of Adventures geboren. Op 7 juli 1987 werd Chessington World of Adventures geopend voor het publiek. Het park werd gebouwd met een redelijk smal budget van ongeveer £12 miljoen (ongeveer €13 miljoen), om de nog opkomende markt te testen.
In haar eerste jaar opende het park met achtbaan Runaway Mine Train, de boomstamattractie Dragon River, de monorail Safari Skyway, de darkride The 5th Dimension, en de Chessington Railroad als de belangrijkste attracties (allemaal geproduceerd door het Duitse bedrijf MACK Rides). Andere minder belangrijke attracties werden ook geopend. Het park opende met vijf gebieden: Calamity Canyon, Mystic East, Market Square, Toy Town en Circus World. De attracties waren allemaal heel erg goed gethematiseerd, met nadruk op de sfeer en effecten, dit maakte Chessington een van de eerste échte pretparken in Engeland.
In het seizoen van 1990 opende er twee van Chessington's populairdere attracties, Vampire en Professor Burp's Bubbleworks, met het bijbehorende themagebied Transylvania. Beide attracties hadden een aanzienlijk effect op het park en zijn tegenwoordig nog steeds buitengewoon populair. De opening van Transylvania kostte ongeveer £10 miljoen (ongeveer €11 miljoen). Later werden Smugglers' Galleon en the Smugglers' Cove geopend in 1988.
In het seizoen van 1995 opende de intense Rameses Revenge, de eerste attractie van het park die over de kop gaat. Rameses Revenge was nieuw in het Forbidden Kingdom gebied; een gebied dat een jaar eerder was geopend, in het gebied kwam de Terror Tomb darkride als vervanging voor the 5th Dimension. Ook nieuw waren SeaStorm, geopend in 1995 in Pirates' Cove, en het Carousel. In 1999 opende Chessington de hardcore thrillride Samurai in het gebied the Mystic East. In 1999 werd het gebied de Calamity Canyon hernoemd naar Mexicana, volgend op de opening van Rattlesnake het jaar daarvoor. In 2000 werd Beanoland geopend op de plek waar eerst Circus World was, het gebied bracht twee nieuwe attracties naar het park: Billy's Whizzer and Rodger the Dodger's Dodgems.

### Uitbreiding naar resort
Op 22 mei 2007 werd The Tussauds Group overgenomen door Merlin Entertainments, die andere merken zoals Sea Life Centers bezit. Naast Chessington, kocht Merlin ook Alton Towers, Thorpe Park en Madame Tussauds, waardoor Merlin de op een na grootste entertainment-operator in de wereld werd, achter Disney. Omdat Chessington World of Adventures en Thorpe Park maar 32 kilometer van elkaar af lagen, had Merlin Entertainments baat bij twee parken voor twee verschillende leeftijdsgroepen: Thorpe Park is geschikt voor tieners, terwijl Chessington World of Adventures Resort voor families en mensen van alle leeftijden geschikt is.
In juni 2007 opende het park het Safari Hotel naast de Chessington Zoo, gedecoreerd als een safari-lodge. In 2008 opende het Chessington Sea Life Centre, op dat moment bestaande uit drie gebieden: Our Shoreline, The Reef en Ocean Tunnel. Het Amazonia-gebied werd toegevoegd in 2010.
In 2010 verving Wild Asia het Beanoland-gebied en in juni 2010 opende the Wanyama Reserve achter het Safari Hotel. In 2011 werden de Ocean Tunnel en de kamers daaromheen in de Sea Life Centre opnieuw gedecoreerd naar een Azteeks thema. In 2012 verving een nieuw gebied gedecoreerd als Afrika, ToyTown. In 2013 introduceerde Chessington, Zufari: Ride Into Africa. In hetzelfde jaar werd er aan het Halloween Hocus Pocus event een nieuwe attractie toegevoegd. De attractie is gebaseerd op de verkenningen van de mascotte van het park.
In 2014 kreeg het park een investering van meer dan £30 miljoen (ongeveer €34 miljoen) Later in het jaar opende het Azteca Hotel als het tweede hotel van het resort. Bij het Safari Hotel opende een tweede zwembad, genaamd de Savannah Splash. Market Square, Mexicana, Pirates' Cove and Transylvania werden allemaal gerenoveerd. Voor Halloween werd het Halloween Hocus Pocus event naar Howl'O'Ween hernoemd er werden twee nieuwe shows opgevoerd: The Pumpkin High School of Rock and The Hairy and Scary Show. In de decembermaanden lanceerde Chessington het nieuwe Winter's Tail event met een nieuwe show: A Christmas Gift. Ook werden er in het park kerstkraampjes geplaatst en een 18 meter hoge kerstboom. Door deze veranderingen steeg het bezoekersaantal in 2014 naar 2,05 miljoen.
2015 was het Year of the Penguins in Chessington, verschillende veranderingen en toevoegingen werden gedaan in het park en in de dierentuin. In dit jaar kwam er een nieuwe show: Penguins of Madagascar Live: Operation Cheezy Dibbles. De show bevatte Europa's eerste animatronics, geleverd door de The Jim Henson Company, tegen kosten van meer dan £300.000 per stuk. Een andere toevoeging was Penguin Bay, een nieuw verblijf voor de Humboldt penguins. Het nieuwe gebied bevat een scheepswrak en een omheind walkthrough gedeelte. Ten slotte werden er Penguins of Madagascar suites geopend in het Safari Hotel. De historische Safari Skyway monorail sloot en werd later weggehaald, na negenentwintig jaar van dienst.
Er werd weinig gedaan in 2016, een nieuwe show genaamd Pandamonium werd geopend in Chessington Zoo en de Trail of the Kings kreeg wat nieuwe decoratie. Explorer Glamping werd ook geïntroduceerd. Grote delen van het park werden gerenoveerd. Tomb Blaster werd uitgebreid aangepast, maar de veranderingen werden echter met negatieve reacties ontvangen.

### Evenementen
Vanaf 2015 houdt Chessington vier jaarlijks aanhoudende evenementen; African Adventures, Roar & Explore, Howl'o'ween en Winter's Tail. Voor African Adventures worden er in de dierentuin Afrikaanse workshops georganiseerd. Bepaalde attracties openen ook zoals: Scorpion Express en Bubbleworks meestal samen met kleinere attracties zoals Seastorm.
Winter's Tail is een kerstfeest tijdens de decembermaanden en de kerstvakantie. Tijdens het evenement opent Chessington Zoo met kerstversiering. Delen van het pretpark zijn open. Een feestelijke show genaamd A Christmas Gift wordt gedurende de dag meerdere malen uitgevoerd.

#### Howl'o'ween
Tijdens de laatste weken van het pretparkseizoen houdt Chessington zijn grootste evenement - Howl'o'ween, eerder bekend onder de naam Halloween Hocus Pocus. Tijdens het evenement is het park versierd voor Halloween met spinnen, grafstenen, voodoo poppen, skeletten en spinnenwebben. Ook lopen er acteurs in het pretpark en de dierentuin gekleed als heksen, vampieren en zombies. Tijdens het evenement openen (tijdelijke) Halloween-attracties, de normale attracties zijn ook open in het donker.

### Eenmalige evenementen
- Ice Age - In augustus 2009 heeft Chessington een evenement gehouden om de release van Ice Age: Dawn of the Dinosaurs te vieren. Het park opende een tijdelijk doolhof buiten Beanoland voor het evenement.
- Vampire XXI - In april 2011 opende Chessington een tijdelijk doolhof in het gebied naast de Vampire achtbaan om de attractie zijn 21ste verjaardag te vieren. Het evenement was gratis en duurde twee weken.
- Mystic East Carnival - Het Mystic East Carnival event was een tentoonstelling van kunstwerken uit het Oosten die op de Market Square en in Mystic East-gebied werden tentoongesteld. Het evenement werd in mei gehouden en duurde een aantal weken.
- 25th Birthday Celebration - In juli 2012 heeft het resort 25 dagen durend event om het 25-jarig bestaan van het pretpark te vieren.
- Animal Adventures - Een evenement tijdens februari 2016 om de 85e verjaardag van de dierentuin in Chessington te vieren.

## Attracties

### Achtbanen
| Naam             | Afbeelding | Type                               | Geopend | Gebied              | Fabrikant               | Aanvullende informatie |
| ---------------- | ---------- | ---------------------------------- | ------- | ------------------- | ----------------------- | --- |
| Dragon's Fury    |            | Stalen achtbaan / spinning coaster | 2004    | Land of the Dragons | Maurer Söhne            | Heftige spinning coaster. 540m lange baan; Xtended CS 3000 model. |
| Mandrill Mayhem  |            | Wing Coaster                       | 2023    |                     |                         | |
| Rattlesnake      |            | Wildemuis-achtbaan                 | 1998    | Mexicana            | Maurer Söhne            | Wildemuis-achtbaan die de snelheid van 45 km per uur haalt. De baan is 370 m lang en 15 m hoog. De Rattlesnake heeft in 2013 een renovatie gehad. |
| Scorpion Express |            | Stalen achtbaan                    | 1987    | Mexicana            | Mack Rides              | Blauer Enzian model. Geopend in 1987 onder de naam Runaway Train. Familieachtbaan met als thema een verlaten mijnstadje dat is overgenomen door schorpioenen. De attractie bevat een grote animatronic van een schorpioen die water over de passagiers heen spuit. |
| Vampire          |            | Floorless swinging coaster         | 1990    | Wild Woods          | Arrow Dynamics / Vekoma | Originele designer was John Wardley, met een upgrade in 2002, een nieuw karretje en een nieuwe wachtrij. Haalt een snelheid van 73 km op een 670 m lange baan; |

### Flatrides
| Naam            | Afbeelding | Type             | Geopend | Gebied            | Fabrikant  | Aanvullende informatie                                                                           |
| --------------- | ---------- | ---------------- | ------- | ----------------- | ---------- | ------------------------------------------------------------------------------------------------ |
| Black Buccaneer |            | Schommelschip    | 1988    | Pirates' Cove     | Huss Rides | Schommelschip dat zwart is geverfd (vanwege de naam).                                            |
| KOBRA           |            | Disk'O Attractie | 2010    | Wild Asia         | Zamperla   | Een Disk'O is een bepaald attractietype waarbij een schijf ronddraait op een halfpipe van rails. |
| Monkey Swinger  |            | Zweefmolen       | 2000    | Wild Asia         | Zierer     | Een grote gethematiseerde zweefmolen met een waterelement.                                       |
| Rameses Revenge |            | Top Spin         | 1995    | Forbidden Kingdom | Huss Rides | Top Spin met een waterelement;                                                                   |
| SeaStorm        |            | Sea Storm ride   | 1995    | Pirates' Cove     | Mack Rides | Een Mack SeaStorm attractie.                                                                     |

### Water attracties / darkrides
| Naam                              | Afbeelding | Type                  | Geopend | Gebied            | Fabrikant                        | Aanvullende informatie                                                                                             |
| --------------------------------- | ---------- | --------------------- | ------- | ----------------- | -------------------------------- | --- |
| Dragon Falls                      |            | Boomstamattractie     | 1987    | Mystic East       | Mack Rides                       | Een waterattractie gemaakt door John Wardley. Bevat twee drops, één door de mond van een draak.                    |
| The Gruffalo River Ride Adventure | N/a        | Dark water ride       | 2017    | Wild Woods        | Merlin Magic Making / Leisuretec | Een bootrit gebaseerd op de kinderboekenserie van The Gruffalo.                                                    |
| Tomb Blaster                      |            | Interactieve darkride | 2002    | Forbidden Kingdom | Tussauds Studios / Mack Rides    | Een darkride met als thema een middeleeuwse vloek, de passagiers moeten met lasers op doelen schieten voor punten. |

### Kinderattracties
| Naam                           | Afbeelding | Type               | Geopend | Gebied              | Fabrikant                     | Aanvullende informatie                                                                                  |
| ------------------------------ | ---------- | ------------------ | ------- | ------------------- | ----------------------------- | --- |
| Canopy Capers                  |            | Boomhut            | 2004    | Land of the Dragons | Tussauds Studios              | Boomhut waar kinderen in kunnen klimmen                                                                 |
| The Chessington Adventure Tree | N/A        | Carrousel          | 2017    | Adventure Point     | Bertazzon                     | Een carrousel gethematiseerd als een boom.                                                              |
| Dragon's Playhouse             |            | Speeltuin          | 2004    | Land of the Dragons | Tussauds Studios              | Speeltuin met zachte ondergrond, maximale klimhoogte 1,4m                                               |
| Flying Jumbos                  |            | Mini Jet Red Baron | 1987    | ZUFARI              | Preston & Barbieri            | Een populaire kinderattractie, waarin de passagiers zelf bepalen hoe hoog ze gaan                       |
| Griffin's Galleon              |            | Rockin' Tug        | 2004    | Land of the Dragons | Zierer                        | Klein draaiend schip voor kinderen.                                                                     |
| Jungle Bus                     |            | Crazy bus          | 2001    | Wild Asia           | Zamperla                      | Jungle Bus                                                                                              |
| Treetop Hoppers                |            | Mini vrijevaltoren | 2001    | Africa              | Zamperla                      | Mini vrijevaltoren voor kinderen.                                                                       |
| Sea Dragons                    |            | Spinning ride      | 2004    | Land of the Dragons | Mack Rides                    | Bootattractie voor kleine kinderen.                                                                     |
| Tiny Truckers                  |            | Convoy ride        | 1994    | Adventure Point     | Zamperla                      | Kleine rondrit die normaal gesproken twee keer over de baan heen gaat.                                  |
| Temple of Mayhem               |            | Speeltuin          | 2002    | Wild Asia           | Merlin Entertainments Studios | Speeltuin met drie verdiepingen.                                                                        |
| Toadie's Crazy Cars            |            | Convoy ride        | 2001    | Africa              | Zamperla                      | Rondrit attractie voor kleine kinderen. Kinderen onder de 1.11m moeten samen met een volwassene rijden. |

### Live Shows
| Naam               | Afbeelding | Type         | Geopend | Gebied              | Fabrikant           | Aanvullende informatie                                                                              |
| ------------------ | ---------- | ------------ | ------- | ------------------- | ------------------- | --------------------------------------------------------------------------------------------------- |
| Pandamonium        | N/A        | Live Show    | 2017    | Chessington Zoo     | Merlin Magic Making | Live Show met animatronics van panda's                                                              |
| The Gruffalo Arena | N/A        | Live Show    | 2017    | Africa              | Merlin Magic Making | |
| Wild Factor        |            | Demonstratie | 2006    | Land of the Dragons | Merlin Magic Making | Interactieve show over insecten. Stond eerst op de Market Square voordat de show verhuisde in 2012. |

### Andere attracties
| Naam                      | Afbeelding | Type             | Geopend | Gebied             | Fabriek                        | Aanvullende informatie                                                             |
| ------------------------- | ---------- | ---------------- | ------- | ------------------ | ------------------------------ | ---------------------------------------------------------------------------------- |
| Hocus Pocus Hall          |            | Spiegelhuis      | 2003    | Burnt Stub Mansion | Tussauds Studios / Rex Studios | Hocus Pocus Hall is gebouwd in het originele herenhuis in het park: de Burnt Stub. |
| Lorikeet Lagoon           |            | Vogelvolière     | 2010    | Wild Asia          | Merlin Entertainments Studios  | Bezoekers kunnen nectar voeren aan de Lori's in het hok.                           |
| Tuk Tuk Turmoil           |            | Botsauto's       | 2000    | Wild Asia          | Preston & Barbieri             | Botsauto's voor de hele familie.                                                   |
| Zufari: Ride into Africa! |            | Begeleide safari | 2013    | ZUFARI             | Merlin Magic Making            | Een off-road safari.                                                               |

### Weggehaalde of verplaatste attracties en gebieden
Veel van de attracties en gebieden in het park zijn al in de loop der jaren opnieuw gedecoreerd, terwijl anderen naar andere pretparken zijn verhuisd of vervangen.
- De Fun City Show, circusshow, werd in 1999 gesloopt om plaats te maken voor Beanoland.

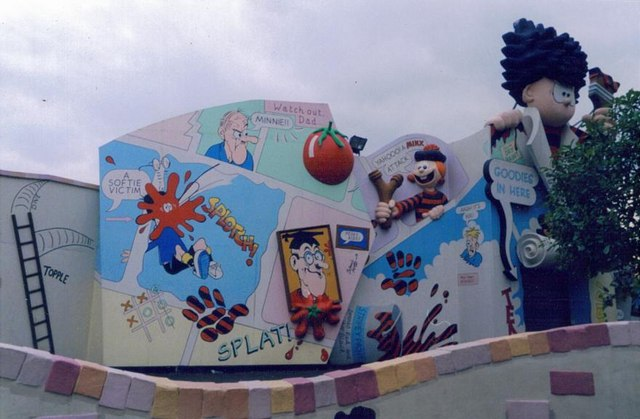
Het Beanoland-gebied

- Beanoland was een themazone rond de strips uit het Britse stripblad The Beano. Het werd geopend in 2000 en gesloten in 2009, in het gebied stonden: Billy's Whizzer,Dennis' Madhouse, Roger the Dodger's Dodgems en Bash Street Bus.
- Runaway Train was een mijntreinachtbaan in het Mexicana-gebied. Geopend in 1987, en eind 2012 afgesloten. Werd vervangen door de Scorpion Express.
- Action Man Training HQ (ook bekend als Action Man Critical Mission) was een grote speeltuin-achtige attractie voor kinderen, die in 1997 geopend en in 2005 gesloten werd.
- Magic Carpet werd in 1988 geopend en eind 1998 afgesloten. Samurai (zie hieronder) werd geïnstalleerd in zijn plaats.
- Samurai was een Mondial Top Scan geïnstalleerd in 1999 en werd gesloten in 2003 in Mystic East, en daarna werd de attractie verhuisd naar zusterpark Thorpe Park.
- Chessington Zoo Railway is in 1985 gesloten voordat het themapark werd opgericht.
- Chessington Railroad werd eind 1996 weggehaald.
- Rodeo (oorspronkelijk The Juggler en gevestigd in Circus World) was een Huss breakdance attractie die eind 2004 werd afgesloten. De attractie bleef staan, maar was niet operationeel tot 2007, toen de attractie werd weggehaald.
- Toytown Roundabout werd ook eind 1999 verwijderd. De meer traditionele carrousel, die sinds 1996 dicht bij de noordelijke ingang van het park was stond, kwam in zijn plaats.
- Clown Coaster, oorspronkelijk Toy Town Coaster , was een zeer kleine kinderbaan. Hij werd verwijderd om plaats te maken voor de nieuwe Berry Bouncers-attractie die in 2001 werd gebouwd.
- Professor Burp's Bubbleworks was een beroemde waterdarkride in het gebied Transylvania, de attractie werd geopend in 1990 en gesloten in 2005.
- The Fifth Dimension was een darkride die in 1987 werd geopend en werd afgesloten in 1993, de attractie was gebaseerd op het verhaal van een tv-reparatierobot genaamd Zappomatic en zijn doel om het computermonster de Gorg te verslaan. Werd vervangen door de Terror Tomb.
- Terror Tomb (later genaamd de Forbidden Tomb) was een darkride geopend in 1994 en werd gesloten in 2001, vervangen door de Tomb Blaster. De attractie vertelde een verhaal over een grafrover genaamd Abdab en de verschillende gevaren die hij tegenkwam toen hij probeerde een kostbaar smaragd uit een graf te stelen.
- Vampire: The Haunting in the Hallows was een walkthrough attractie die alleen open was tijdens Halloween.
- The Mystery of Hocus Pocus Hall was een walkthrough attractie die alleen tijdens Halloween was geopend. De attractie volgde de verhaallijn van de parkmascotte, Sir Arthur Stubbs.
- Safari Skyway was een historische monorail-attractie die de gasten een begeleide tour van de Chessington Zoo en het gebied rondom het Burnt Stub herenhuis gaf.
- Bubbleworks was een water-darkride die in 2006 geopend werd. De attractie was oorspronkelijk Prof. Burp's BubbleWorks. Het voer door scènes van een zeepfabriek, met de meeste van zijn scènes sterk gewijzigd van de originele attractie. De attractie is gesloten op 6 september 2016 om plaats te maken voor The Gruffalo River Ride Adventure.
- Het Carousel was een klassieke carrousel-attractie gelegen in de Market Square. De rit werd geopend in 1996 en gesloten in 2016. Een nieuwe carrousel werd gebouwd in 2017 om als opvolger van de oorspronkelijke carrousel te dienen. De nieuwe carrousel werd The Chessington Adventure Tree genoemd.
- Pinguïns van Madagascar Live: Operation Cheezy Dibbles was een live show in het Afrika-gebied. Het werd geopend in 2015 als onderdeel van Chessington's Year of the Penguins en werd afgesloten aan het einde van het seizoen van 2016. Het werd in 2017 vervangen door de Gruffalo Arena.
- Peeking was een reuzenrad oorspronkelijk gelegen in Thorpe Park. De attractie opende in Chessington in 2005 en sloot op 10 september 2017.

## Pretpark

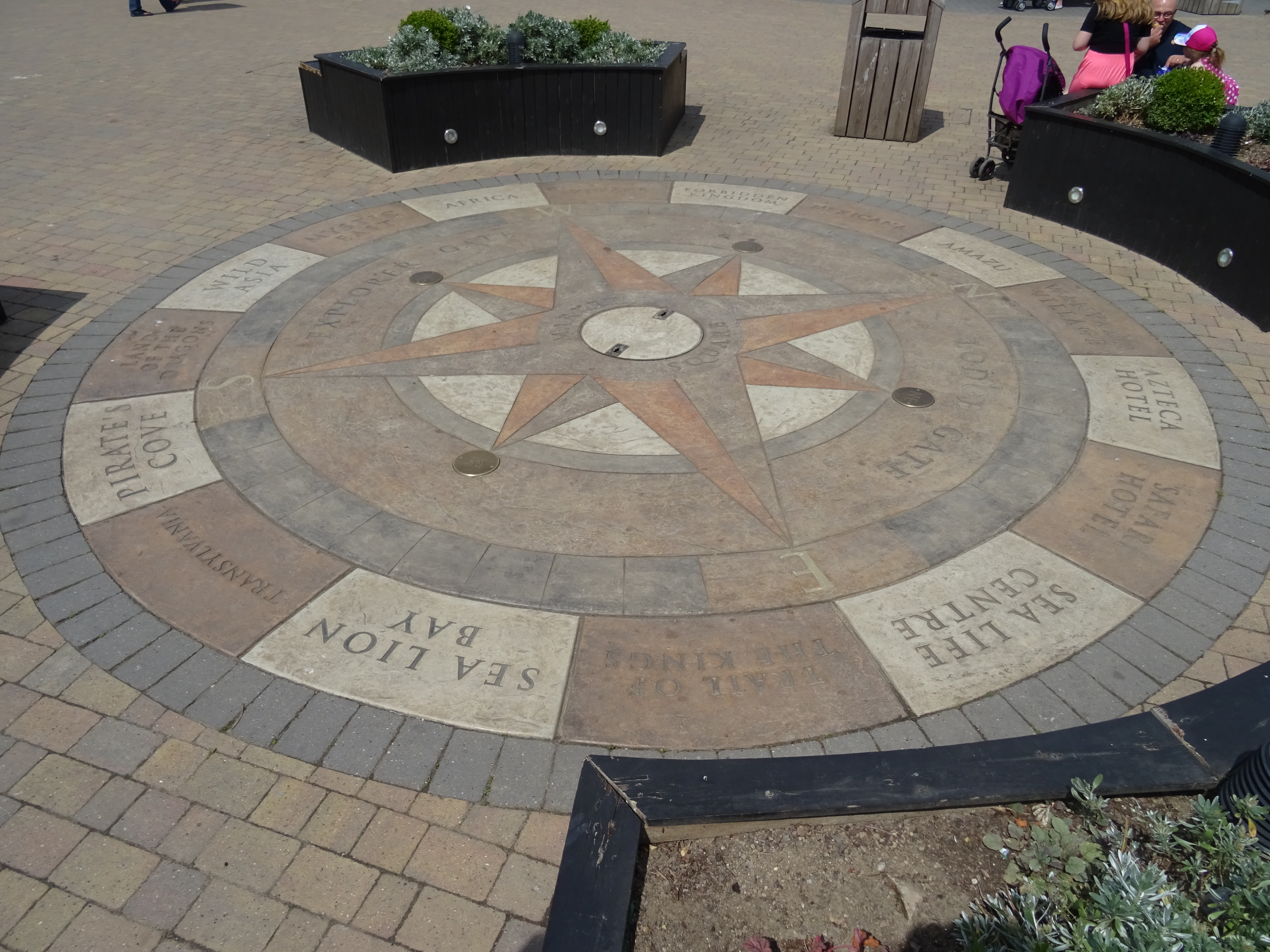
Kompas in het centrum van Adventure Point.

Chessington World of Adventures opende op 6 juli 1987. De belangrijkste attracties zijn: Vampire, Bubbleworks, Rameses Revenge, Dragon's Fury, KOBRA, Zufari: Ride into Africa and Scorpion Express. Er zijn verschillende shows waaronder Wild Factor en Pandamonium, die alleen in de zomer wordt weergegeven.
Het attractiepark in Chessington World of Adventures Resort is verdeeld in tien gebieden, elk met een andere thema en sfeer, elk gebied is ontworpen om te lijken op een plaats in de wereld. het centrale gedeelte van het park, Adventure Point, lijkt op een oud Engels stadje, terwijl het Mystic East-gebied meer op Azië lijkt. Het Mexicana-gebied is geïnspireerd op een klein stadje in Amerika in het Wilde Westen. Wild Woods is gebaseerd op Duitsland en het Transylvania-gebied is gebaseerd op Roemenië. The Forbidden Kingdom is gebaseerd op het Oude Egypte. Land of the Dragons is een fantasie en er staan vooral attracties voor jonge kinderen.
De nieuwere gebieden zijn: Wild Asia dat in 2010 geopend werd als vervanging voor Beanoland. en Africa geopend in 2012 en is gebaseerd op een Afrikaans dorp. In 2017 werd het bestaande Transylvania-gebied omgedoopt tot Wild Woods.
Het park heeft een maximumcapaciteit van 16.000 gasten per dag, in het jaar 2014 trok het park twee miljoen mensen, door de opening van de Scorpion Express achtbaan en het Azteca Hotel.
Tijdlijn van gebieden uit het park.
| Market Square   | Market Square   | Market Square   | Market Square     | Market Square | Market Square | Market Square       | Market Square | Market Square | Market Square | Market Square | Adventure Point |           |           |
| Mystic East     |                 |                 |                   |               |               |                     |               |               |               |               |                 |           |           |
| Calamity Canyon | Calamity Canyon | Calamity Canyon | Calamity Canyon   | Mexicana      | Mexicana      | Mexicana            | Mexicana      | Mexicana      | Mexicana      | Mexicana      | Mexicana        | Mexicana  | Mexicana  |
| Circus World    | Circus World    | Circus World    | Circus World      | Circus World  | Beanoland     | Beanoland           | Beanoland     | Wild Asia     | Wild Asia     | Wild Asia     | Wild Asia       | Wild Asia | Wild Asia |
| Toy Town        | Toy Town        | Toy Town        | Toy Town          | Toy Town      | Toy Town      | Toy Town            | Toy Town      | Toy Town      | Africa        | Africa        | Africa          | Africa    | Africa    |
|                 | Pirates' Cove   |                 |                   |               |               |                     |               |               |               |               |                 |           |           |
|                 |                 | Transylvania    | Transylvania      | Transylvania  | Transylvania  | Transylvania        | Transylvania  | Transylvania  | Transylvania  | Transylvania  | Wild Woods      |           |           |
|                 |                 |                 | Forbidden Kingdom |               |               |                     |               |               |               |               |                 |           |           |
|                 |                 |                 |                   |               |               | Land of the Dragons |               |               |               |               |                 |           |           |
|                 |                 |                 |                   |               |               |                     |               |               |               | ZUFARI        |                 |           |           |

Galerij

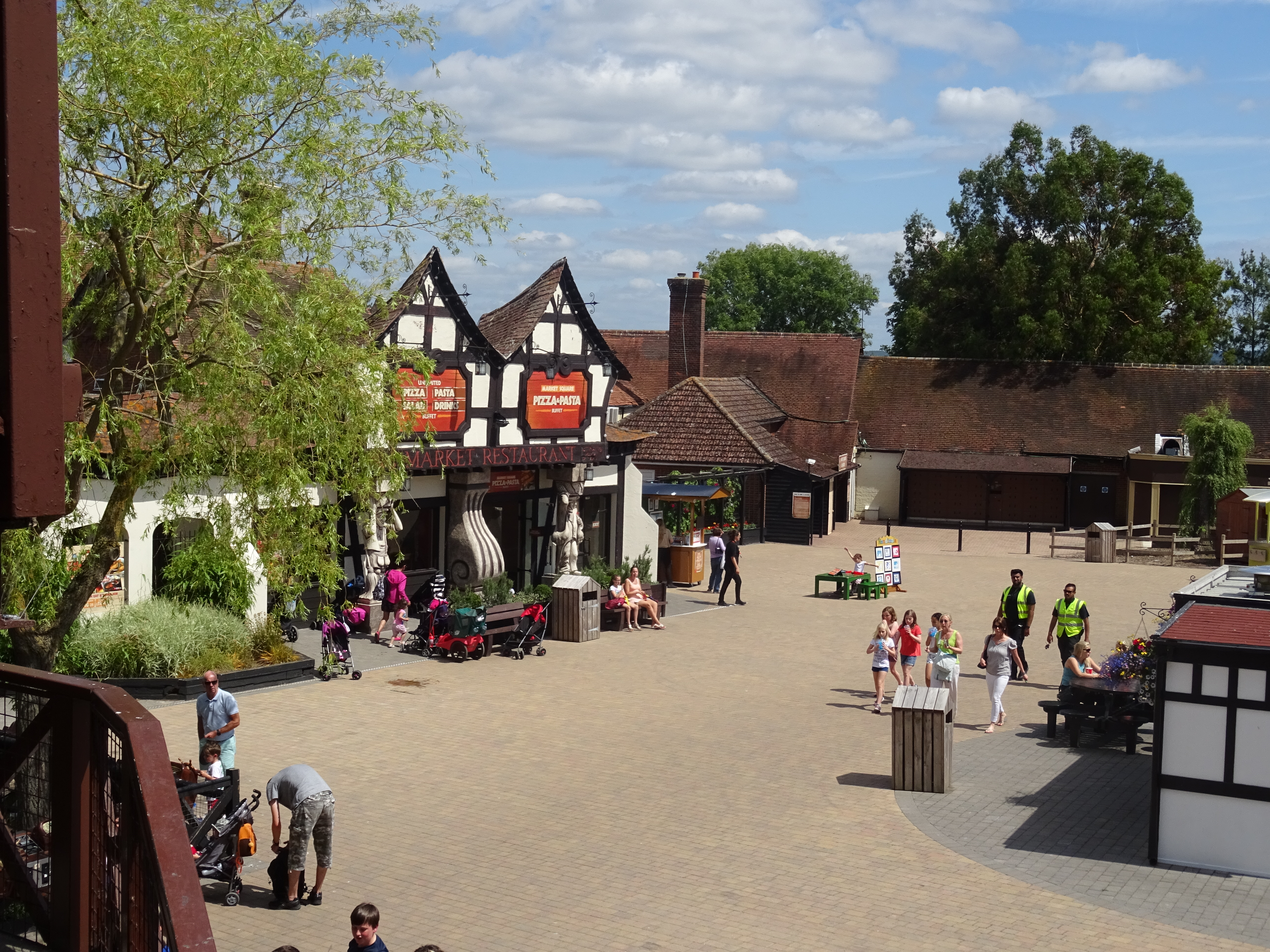
Adventure Point
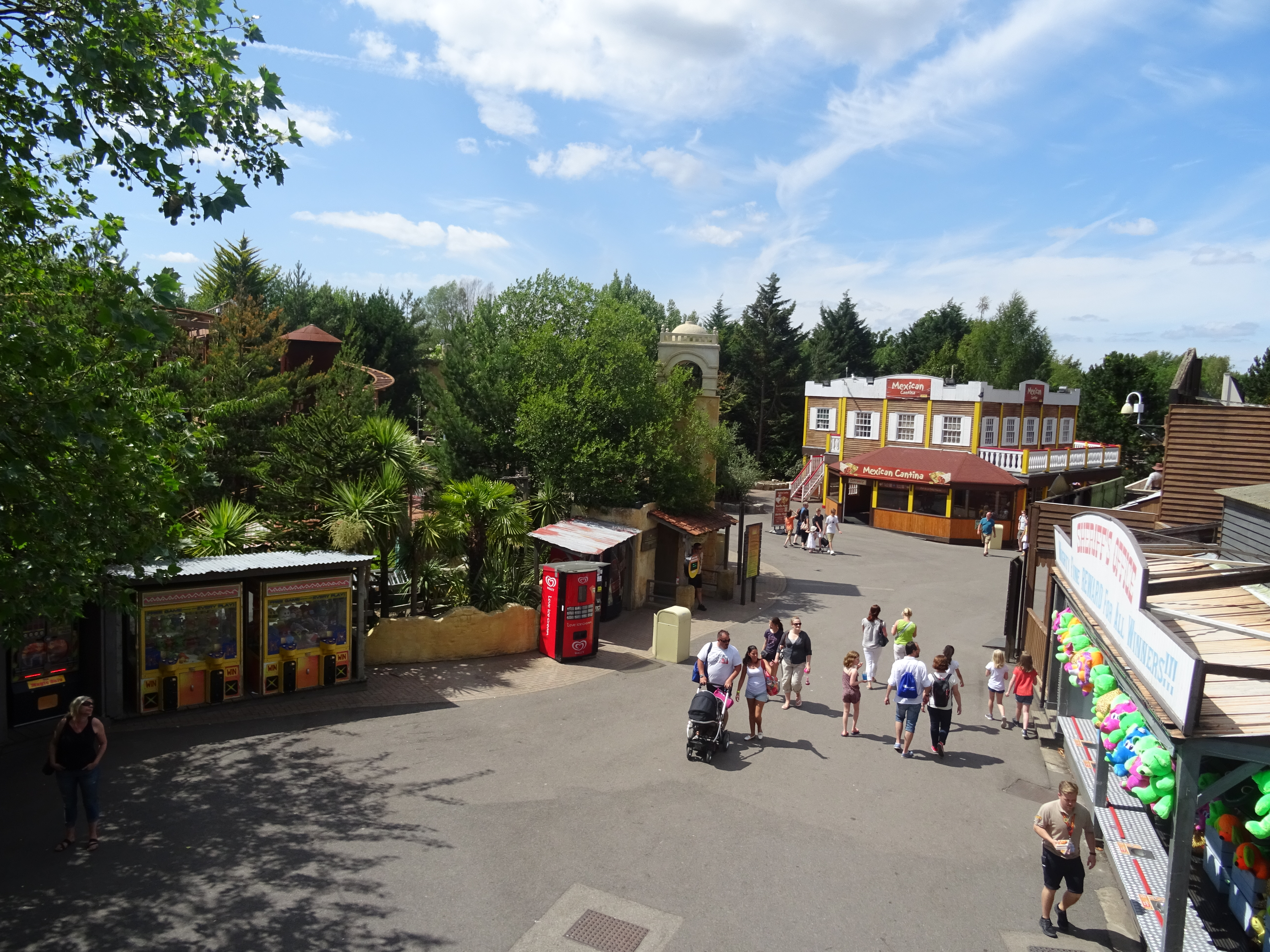
Mexicana
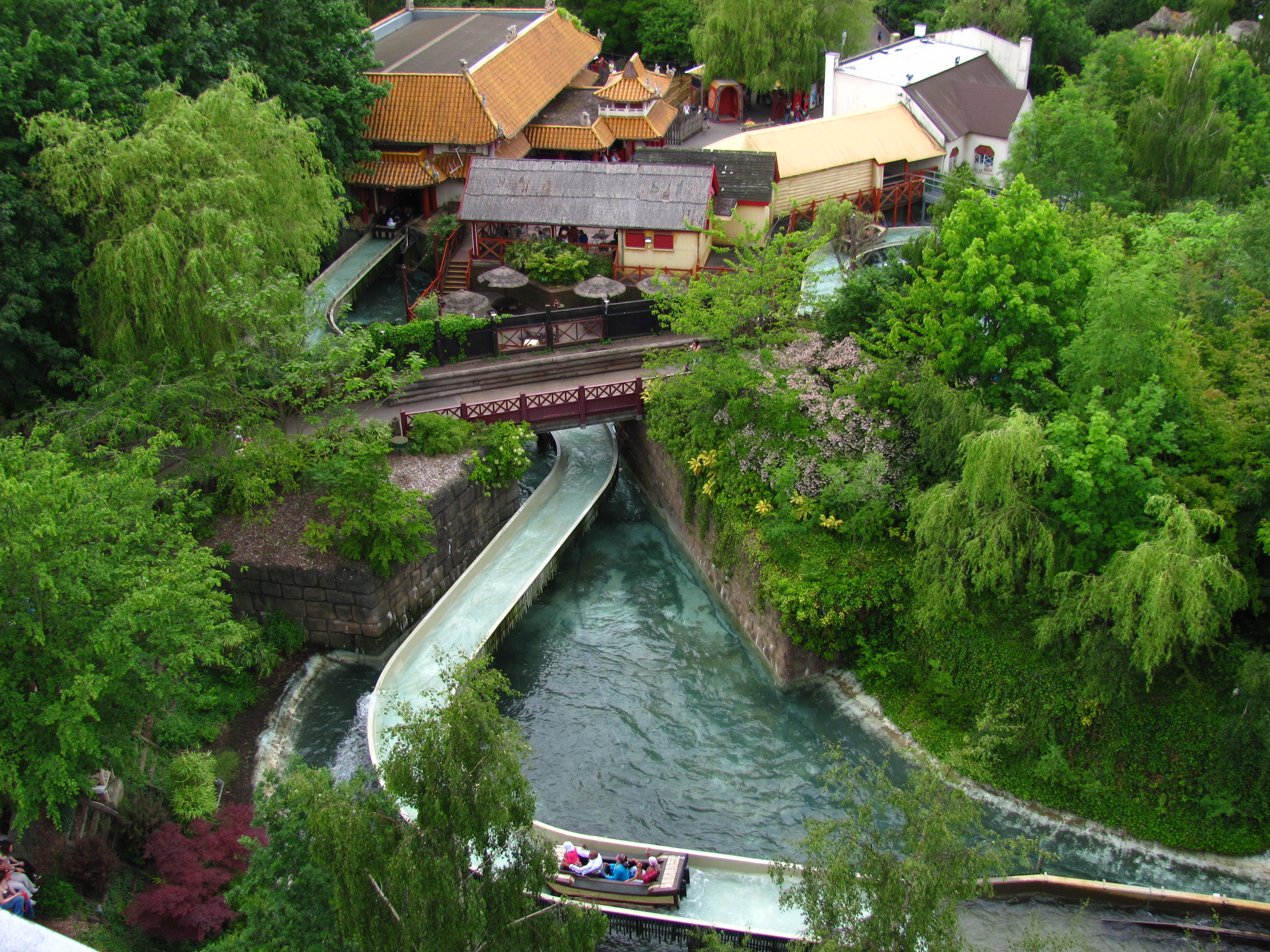
Mystic East
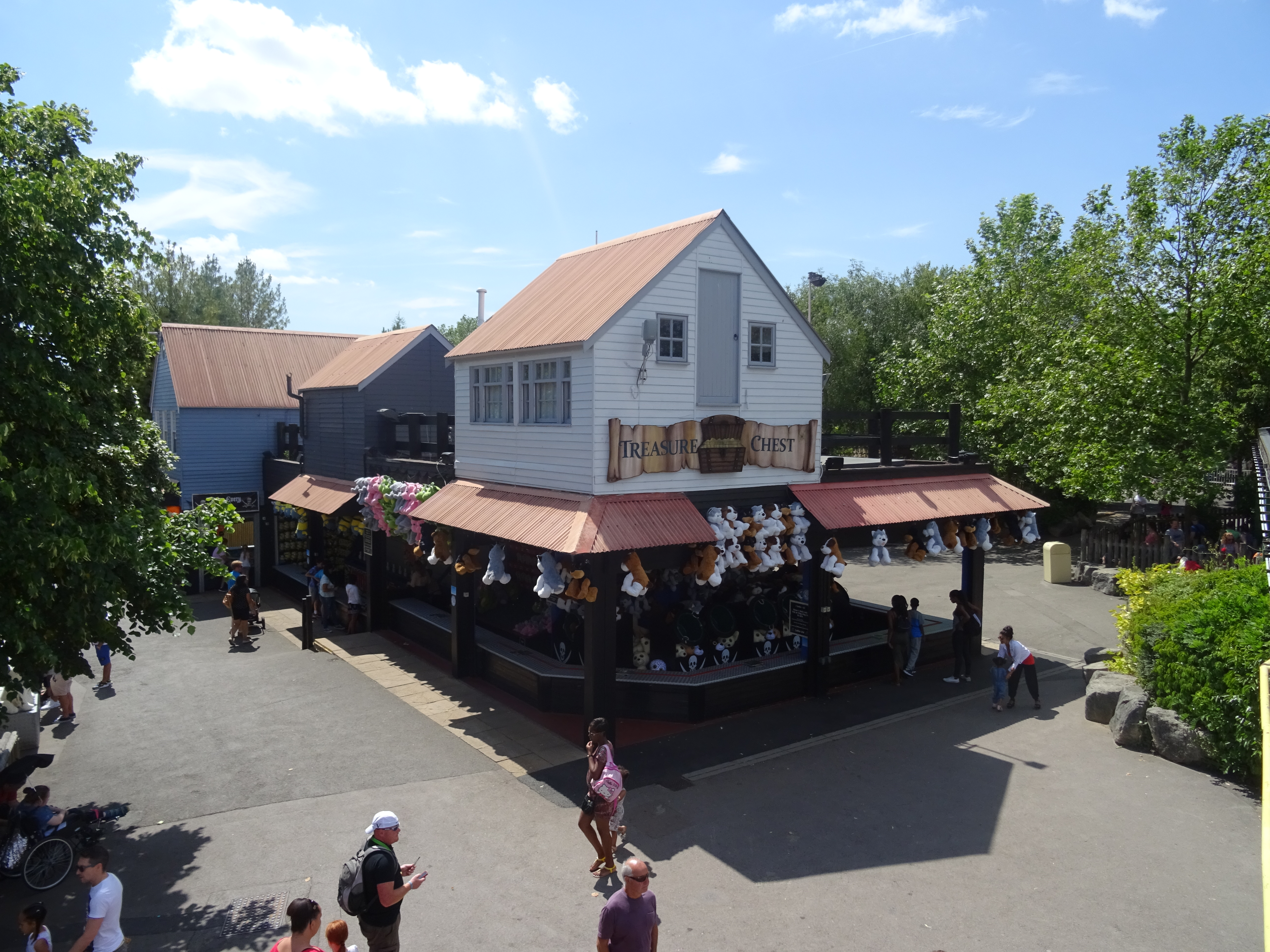
Pirates' Cove
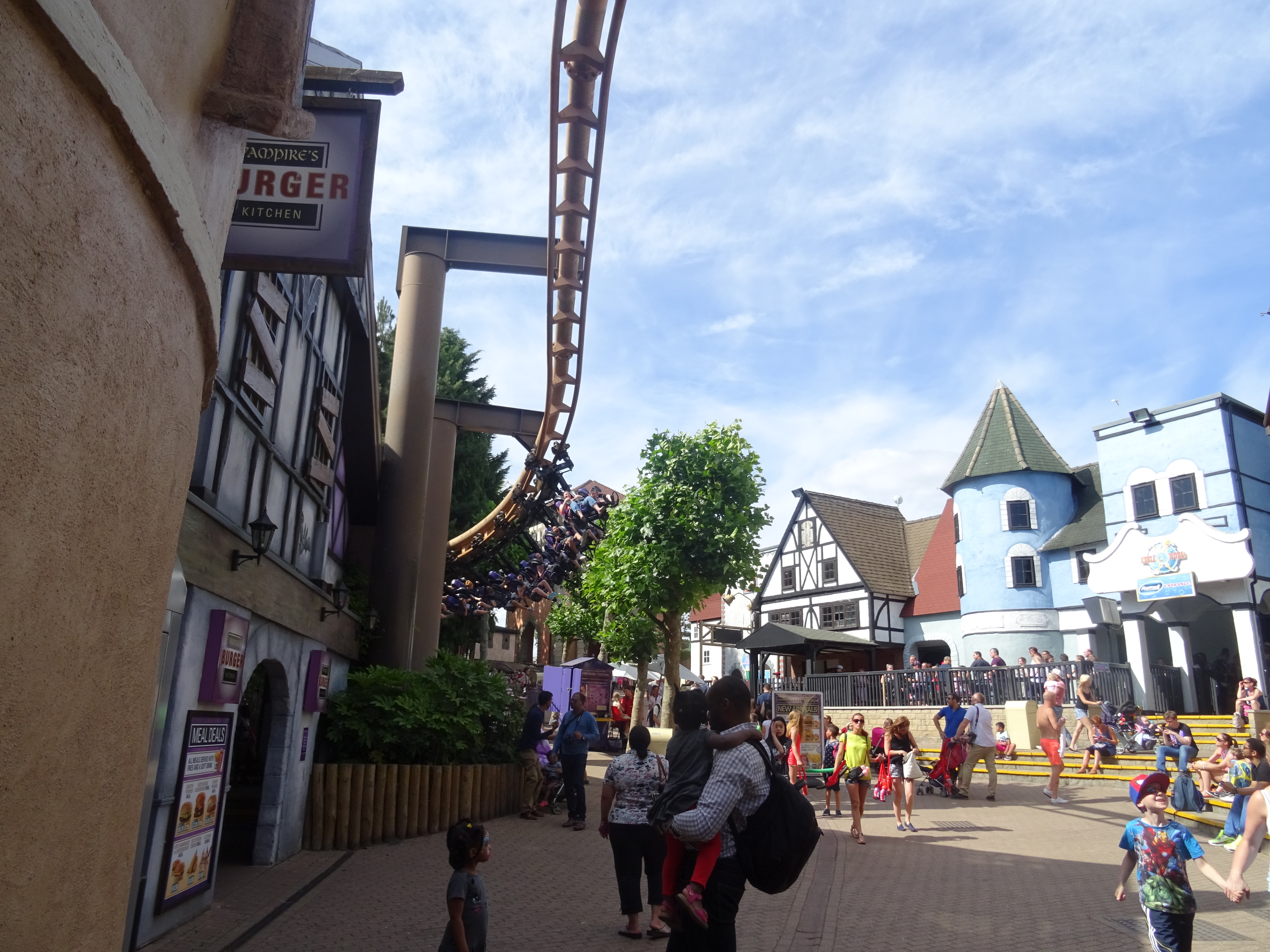
Wild Woods
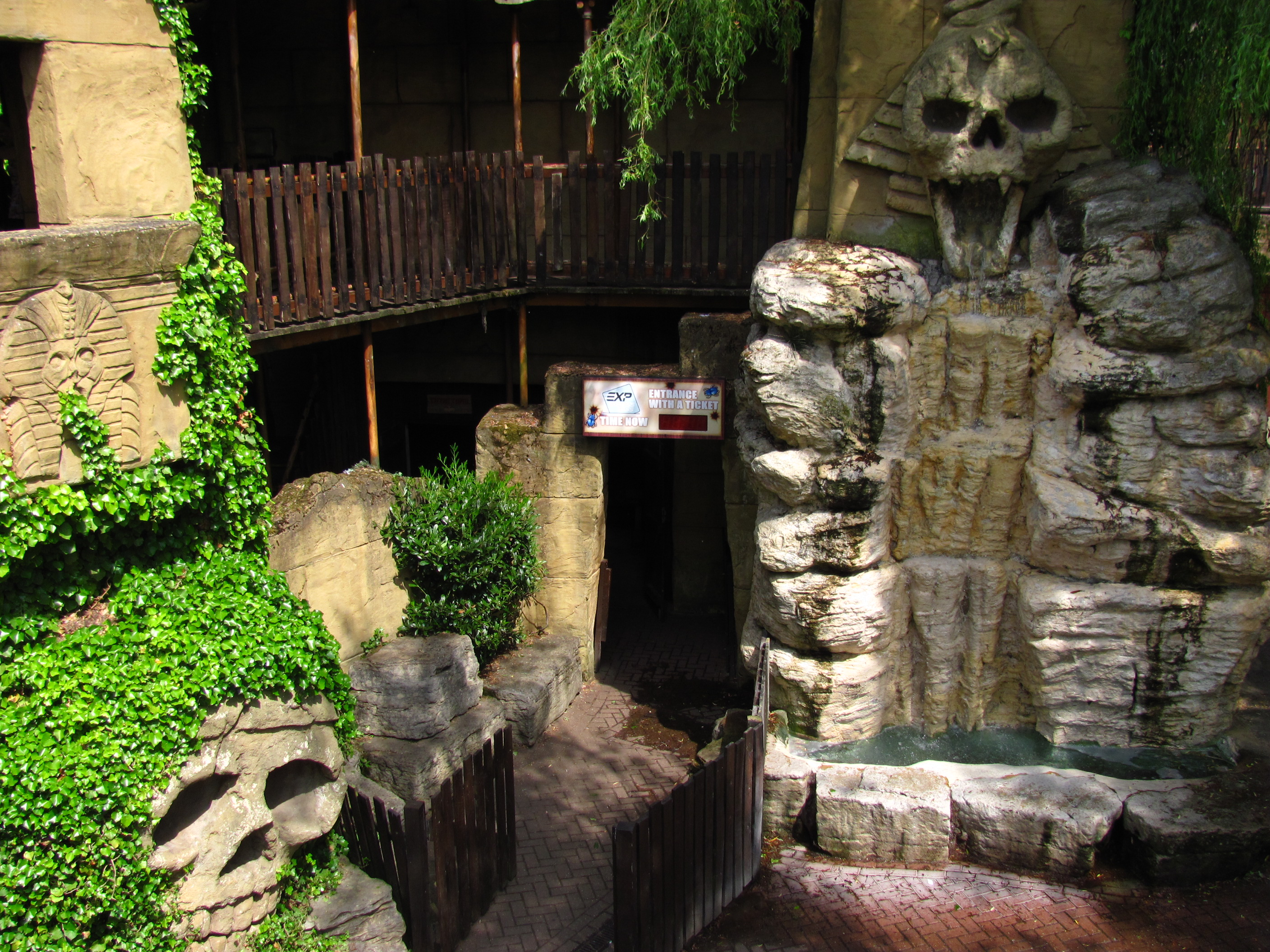
Forbidden Kingdom
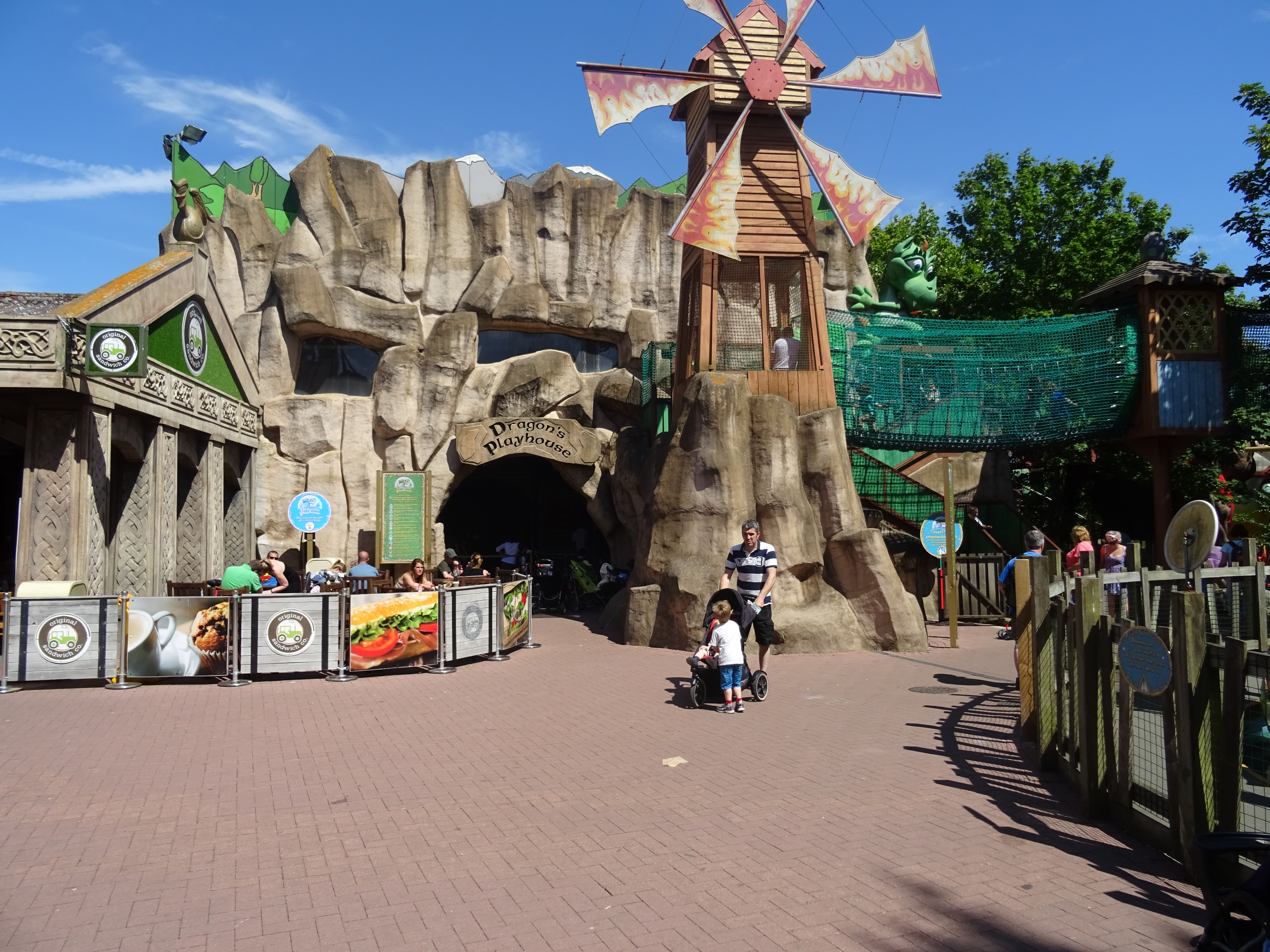
Land of the Dragons
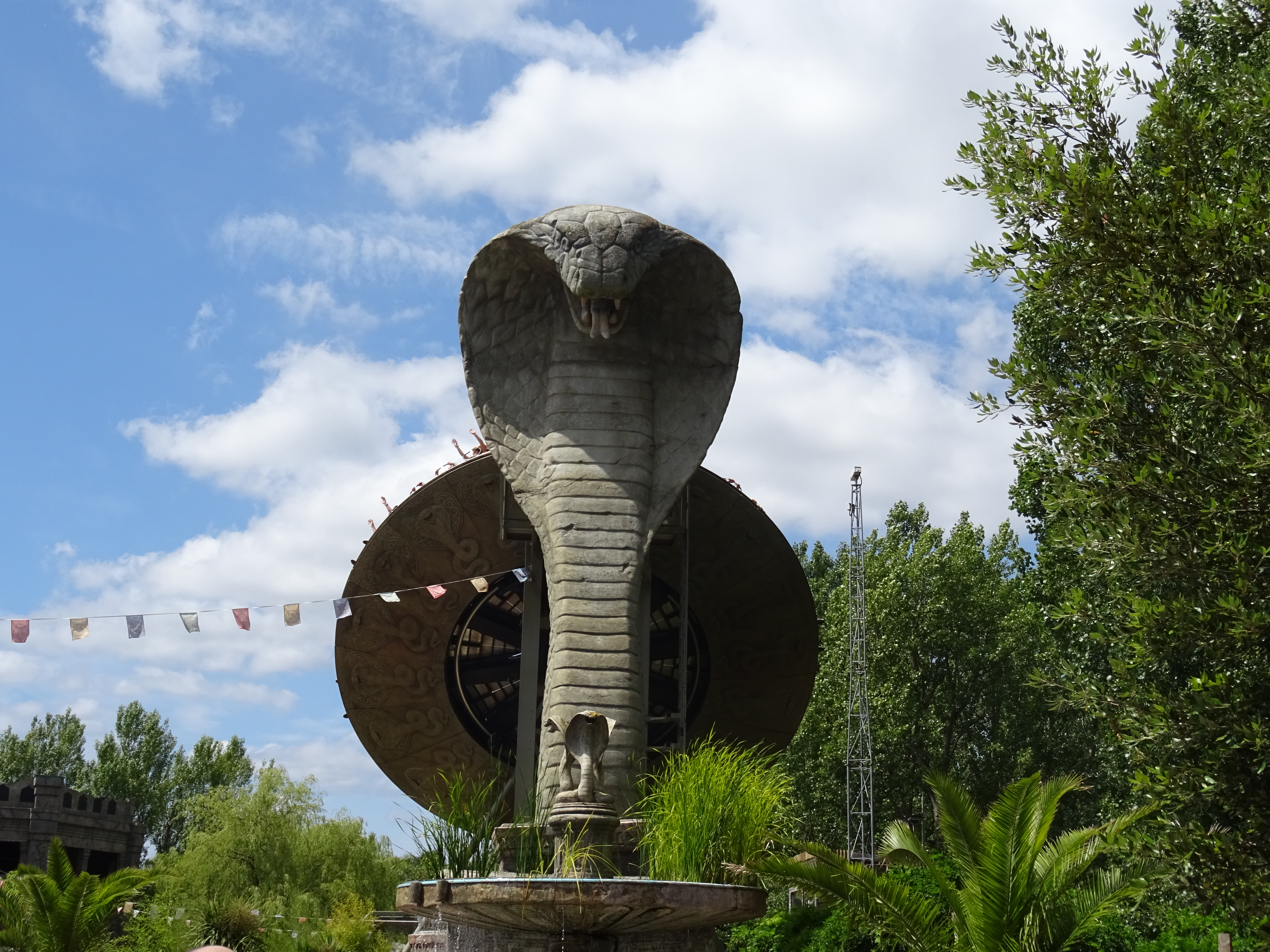
Wild Asia
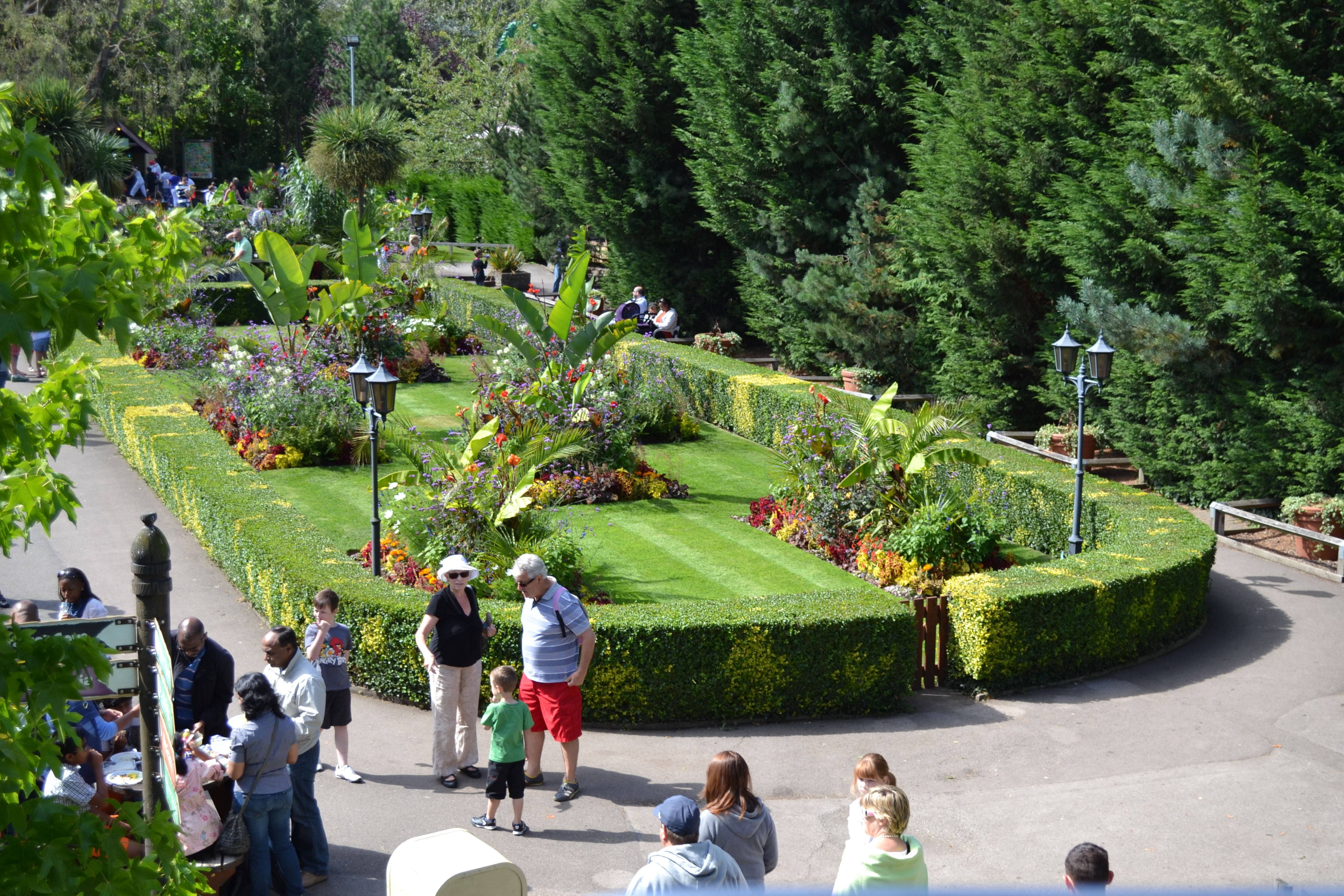
Africa
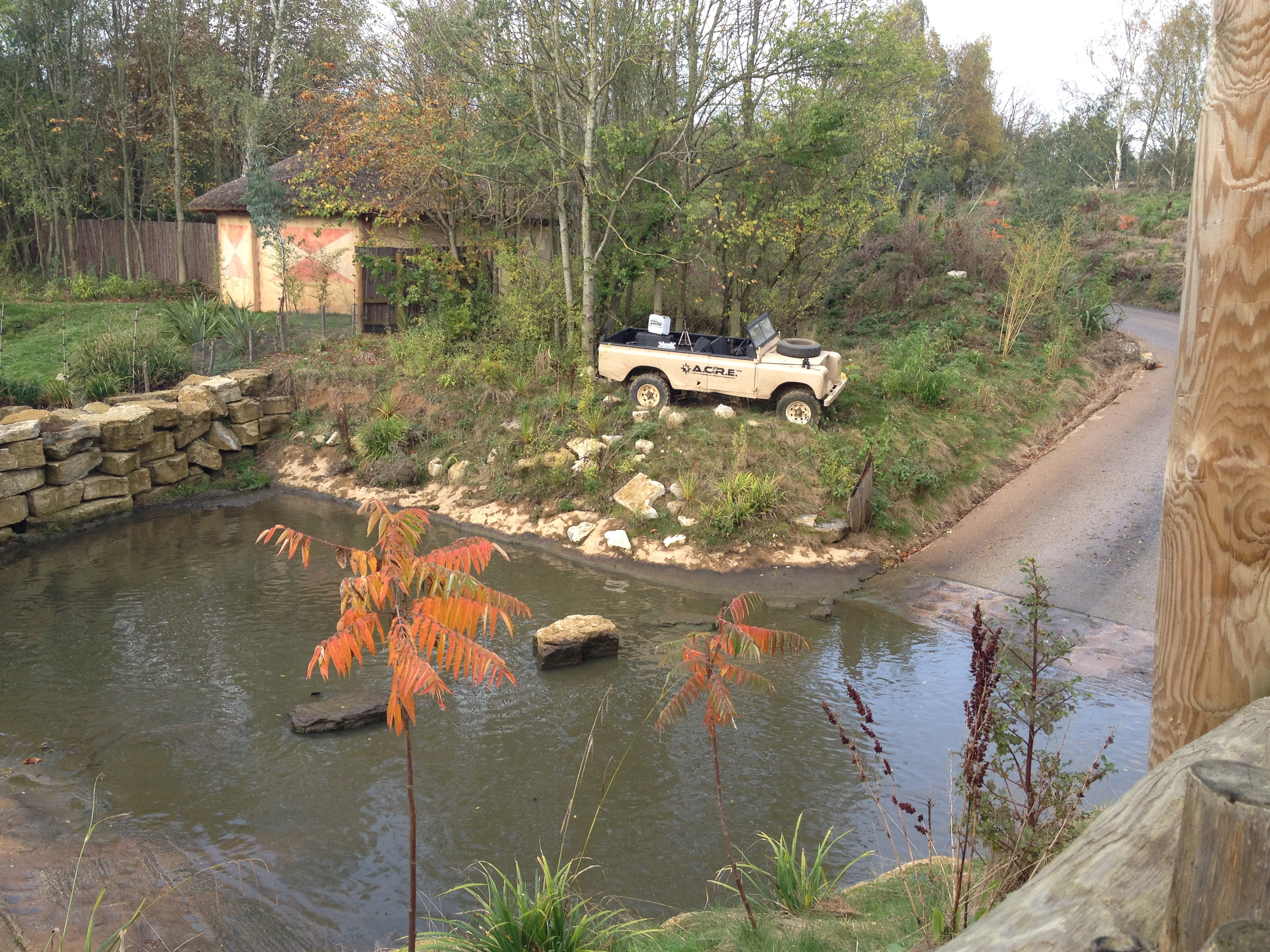
ZUFARI

## Dierentuin
In 1931 opende Reginald Goddard Chessington Zoo. In 1946 werd het park door Pearson Publishing Company overgenomen toen Goddard overleed en zij manageden het park tot 1978, toen het door The Tussauds Group werd overgenomen. Tijdens de bouw van het attractiepark, werden een aantal dieren verhuis naar andere dierentuinen. In 1990 verlieten de ijsberen het park, gevolgd door de nijlpaarden en olifanten in 1993. In 1994 verhuisden de sneeuwluipaarden naar het gebied van de leeuwen en tijgers. Voor een tijd werd de attractie Animal Land genoemd, tot het weer hernoemd werd tot Chessington Zoo in 2007.
In 2015 had de dierentuin meer dan 1000 dieren, waarvan vele bedreigd zijn en sommige zelfs zijn uitgestorven in het wild. De dierentuin is opgedeeld in verschillende gebieden. Vlak bij de ingang zijn er verblijven voor kleinklauwotters en rendieren.
De nandoes, mara's, wallabies, stokstaartjes en agoeti's werden vroeger gehouden in het gebied Monkey Walk. Dit gebied werd vervangen door Creatures Features, dat op zijn plaats weer werd vervangen door Wanyama Village & Reserve in 2010. In dit gebied, naast het Safari Hotel, leven verschillende Afrikaanse diersoorten, zoals grévyzebra, sitatoenga, struisvogel, dorcasgazelle, nijlantilope, fennek, dwergmangoest, zuidelijke hoornraaf, Kirks dikdik, Alaotrabamboemaki, zwartwangagapornis, gewoon stekelvarken, stokstaartje, algazel, elandantilope en Watusirund. Het is onderdeel van het ZUFARI reservaat. Er is ook een kinderboerderij waar kinderen de boerderijdieren eten kunnen geven en kunnen aaien.
De Safari Skyway, een monorail vanuit het Market Square van het attractiepark vervoerde bezoekers langs verschillende verblijven, maar werd in 2015 gesloten vanwege te hoge kosten.
Het gebied Trails of the Kings is een gebied met verblijven voor westelijke laaglandgorilla's, Aziatische leeuwen, fossa's, Euraziatische lynxen en beermarters. Na een inspectie in 2007, waarin bleek dat het gorillaverblijf te klein was, werd het gebied gerenoveerd.   Een groter verblijf werd geopend in 2010. Bij dit gebied is er ook een verblijf voor zeeleeuwen: Sea Lion Bay. Hier worden meerdere keren per dag presentaties gehouden met de zeeleeuwen. 
AMUZU Treetop Adventure opende in april 2014. Naast een avonturenpad, zijn er verblijven voor slingerapen, saki's, roodhandtamarins, goudkopleeuwaapjes, Boliviaans doodshoofdaapjes, witgezichtoeistiti's, capibara's, soldatenara's, geelwangamazones, reuzenbosrallen, agoeti's en gordeldieren. In maart 2015 werd een nieuw gebied geopend ter ere van het Jaar van de Pinguïn: Penguin Bay. In dit gebied is een naar een strand gethematiseerd verblijf voor Humboldtpinguïns. Ook is er een tribune voor presentaties in de vorm van een scheepswrak. Verder zijn er in het park verblijven voor tijgers, schildpadden en neusberen.

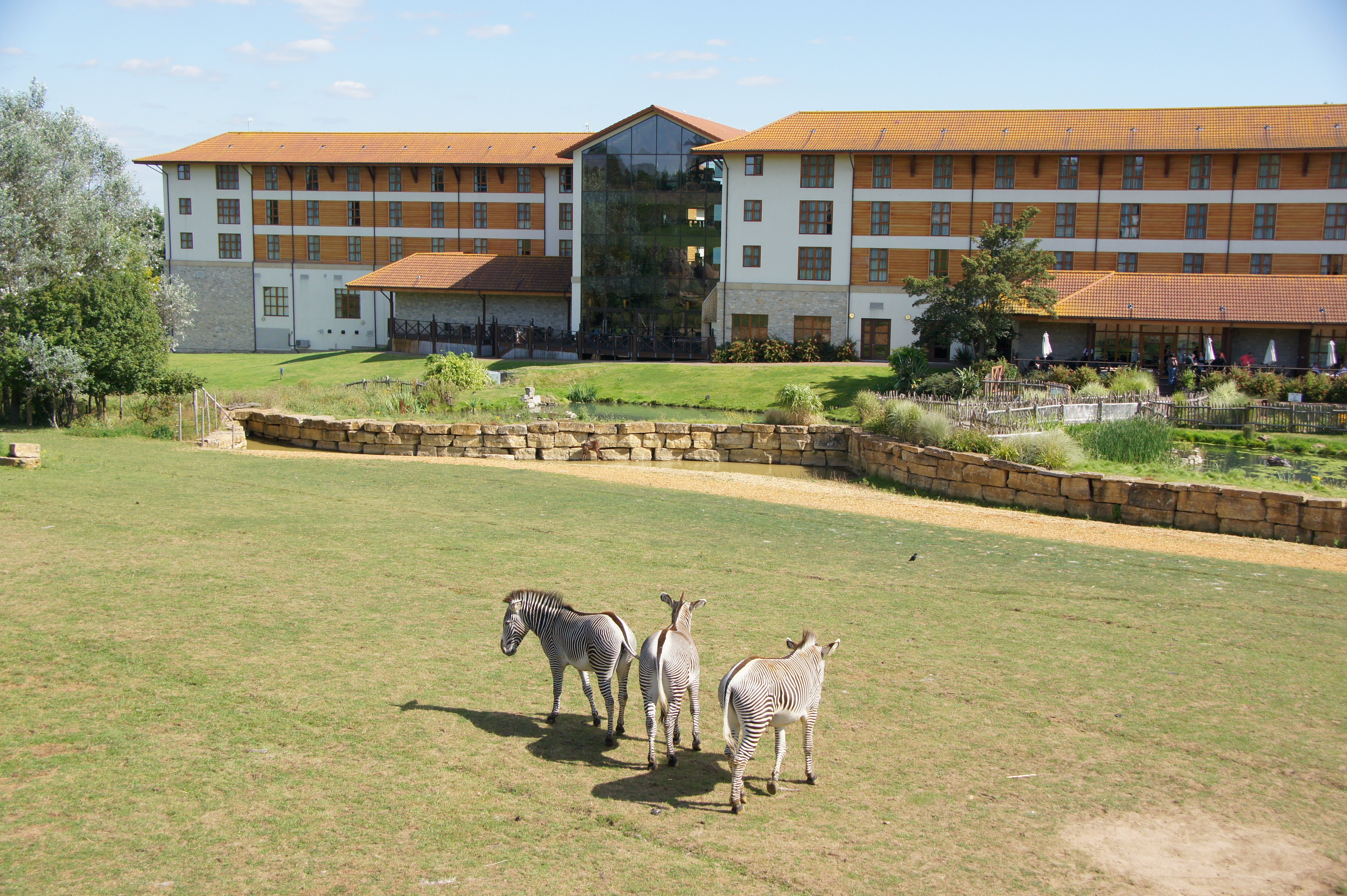
Zebra's voor het Safari Hotel
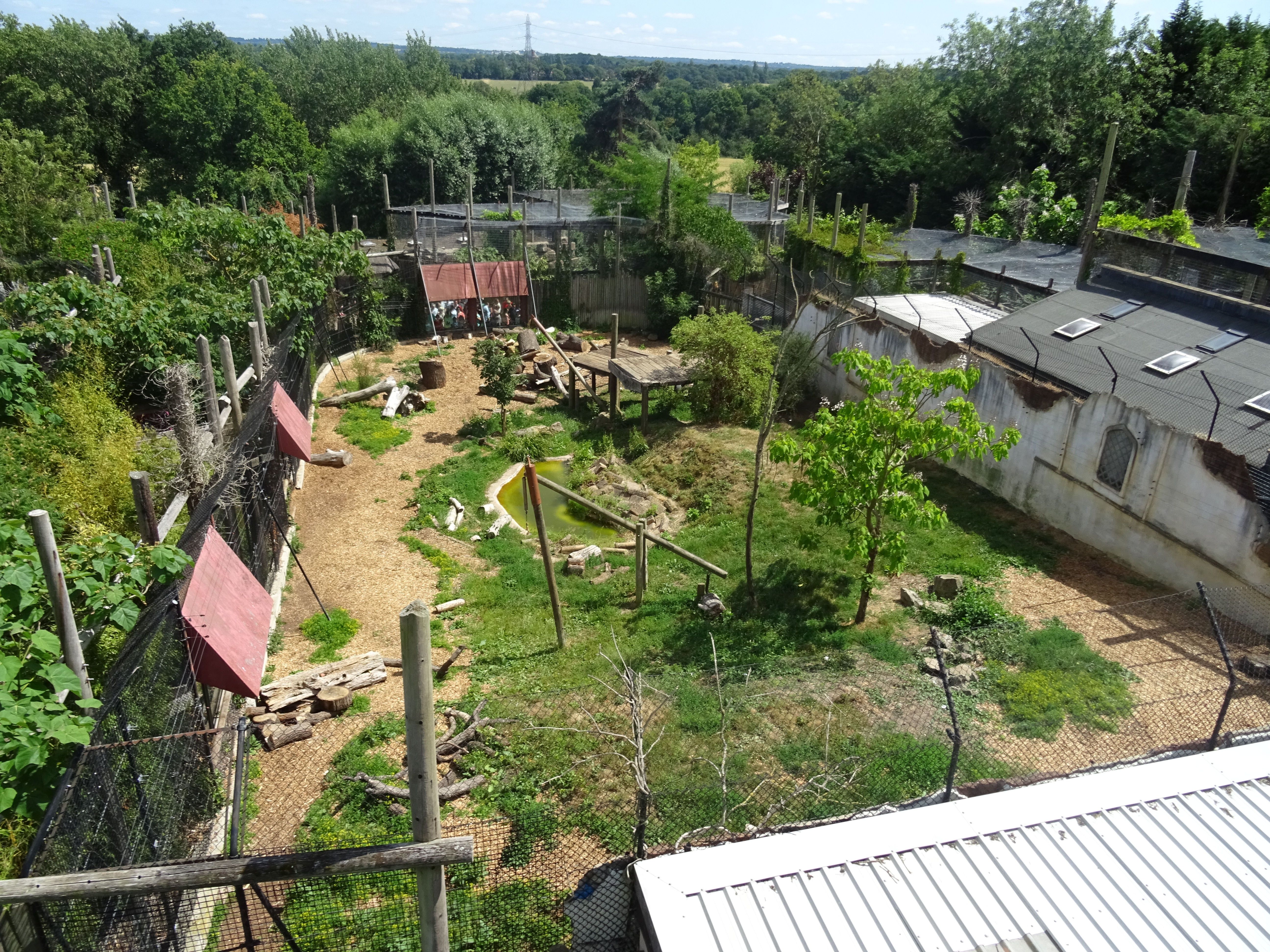
Het leeuwenverblijf
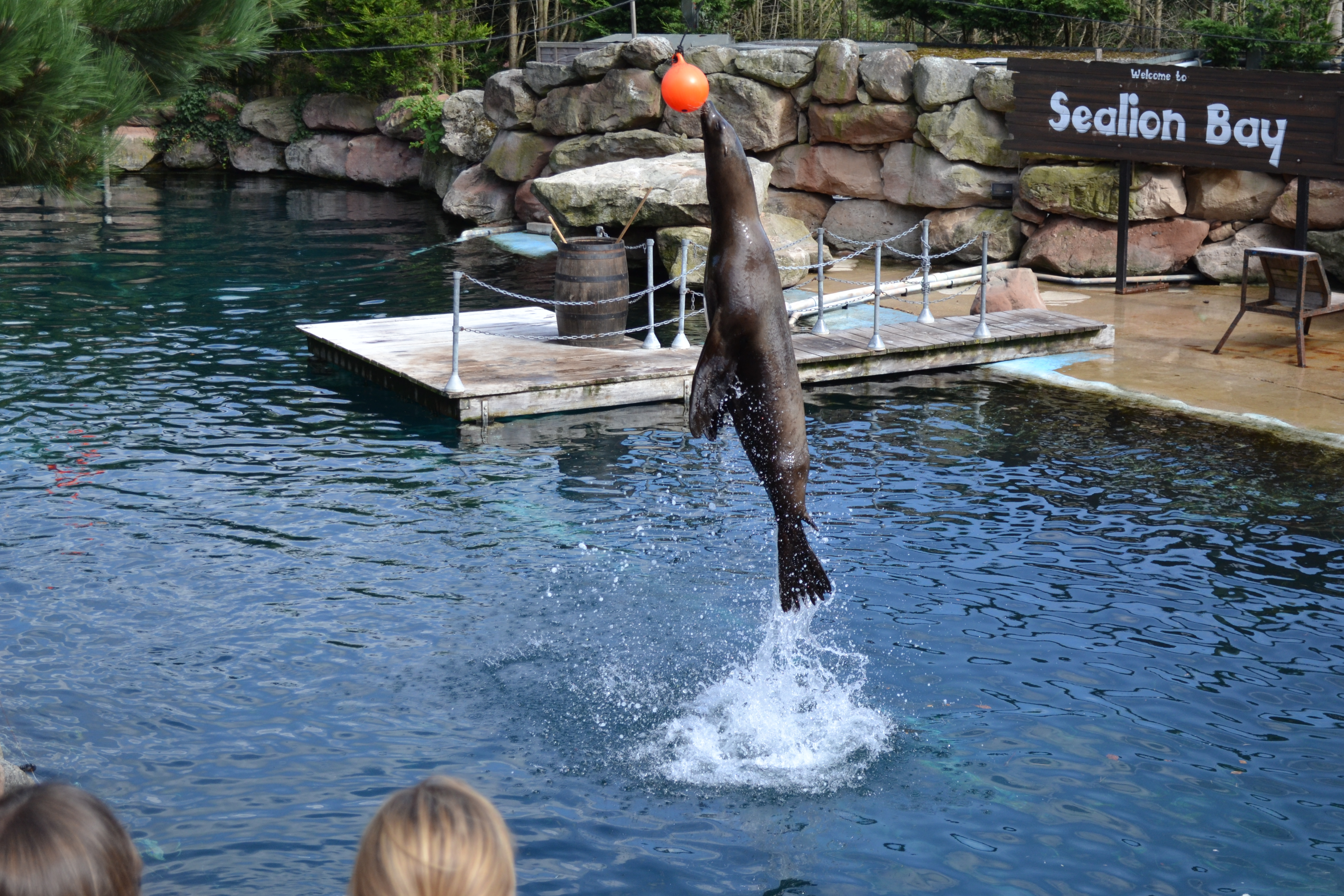
Zeeleeuwenshow in Sea Lion Bay
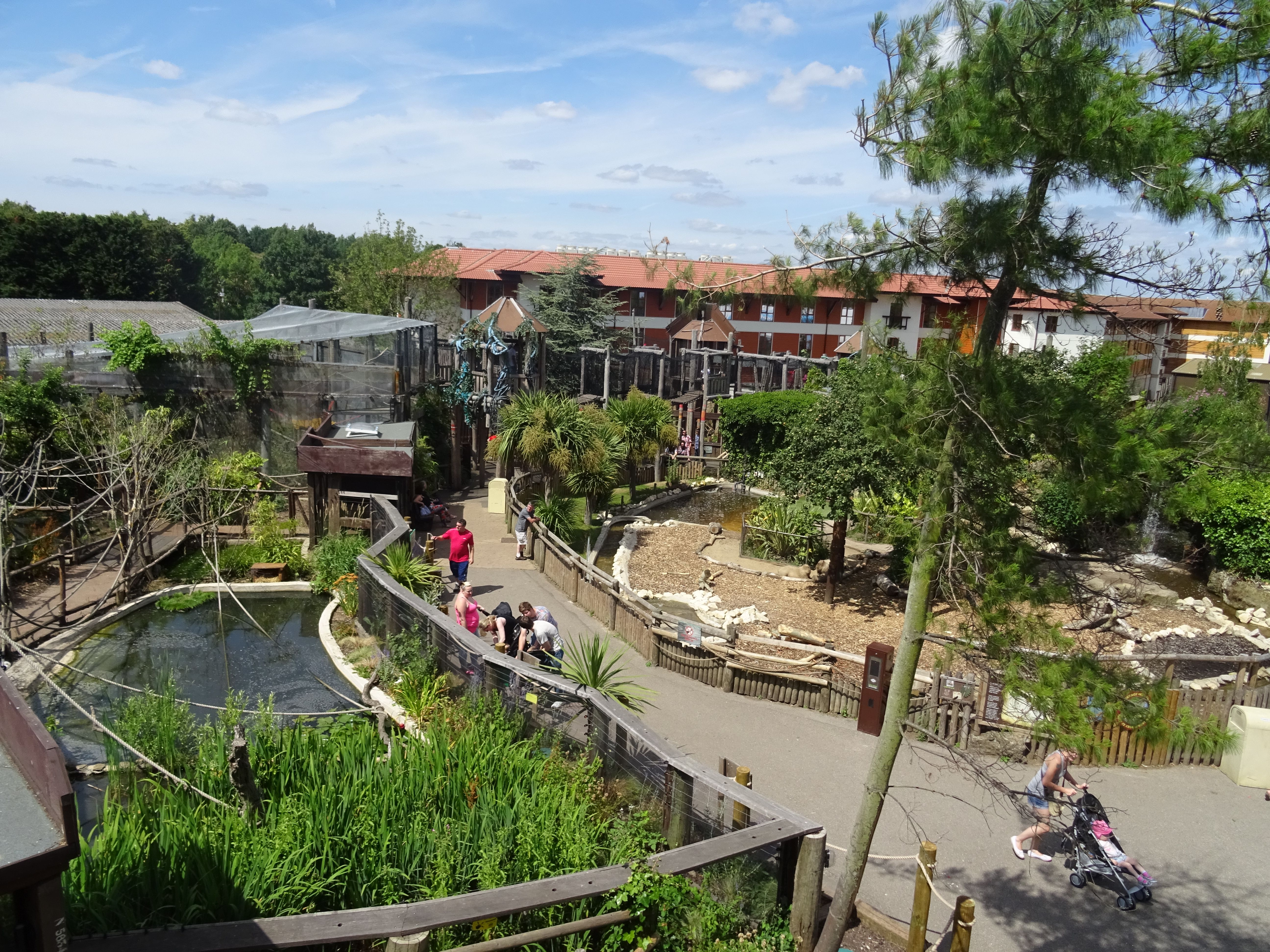
AMUZU Treetop Adventure
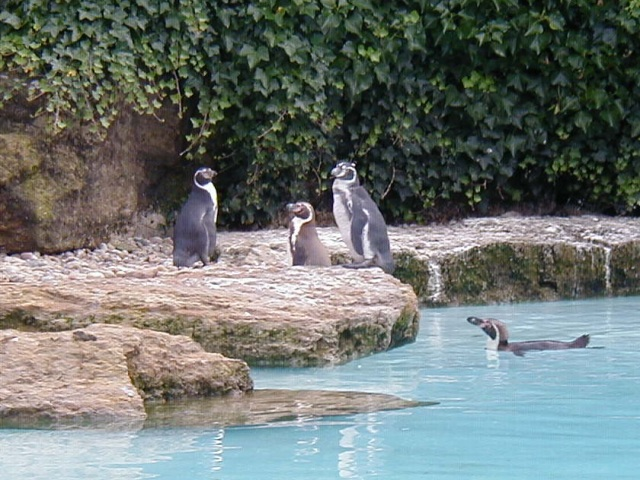
Humboldtpinguins in Penguin Bay

### Chessington Sea Life Centre
In 2008 werd Chessington Sea Life Centre geopend op de plek van de oude kinderboerderij om meer bezoekers te trekken. Het centrum, onderdeel van de bekende  Sea Life franchise, heeft een aantal verblijven, waaronder een roggenpoel en een voelpoel. Het Sea Life Centre is verdeeld in vier delen: Our Shoreline, The Reef, Amazonia en Azteca (waar ook de onderwatertunnel zich bevindt).
Our Shoreline is het oudste gebied en het heeft zeedieren van de Britse kusten, waaronder roggen, zeepaardjes en zeesterren. Ook zijn er kleinere aquaria met anemoonvissen en krabben. De Touch Pool is hier ook te vinden, waar mensen de vissen kunnen aanraken. Het volgende gebied, The Reef, laat anemoonvissen, poetsgarnalen, doktersvissen en Cassiopea-kwallen.
Amazonia werd in 2009 geopend en is een kleiner versie van het soortgelijke gebied in andere Sea Life Centres. Er zijn onder andere aquaria voor roodbuikpiranha's, octopussen en tetra's. In 2011 werd het laatste gebied, Azteca, geopend. Het omvat de tienmeterlange onderwatertunnel in een aquarium met hamerhaaien, koraalduivels, kogelvissen, doktersvissen, vinarmigen, kathaaien en epaulethaaien. Hiernaast zijn er ook aquaria voor kwallen, zeepaardjes en noordelijke zeewolven.

### EEP-Programma's
Het park doet ook mee aan meerdere fokprogramma's en beheert zelf de EEP-stamboeken van de blesbok, de zwartpuntrifhaai, de golfrog, het langsnuitzeepaardje en Pterapogon kauderni.
1. Disneyland Park · 2. Europa-Park · 3. Efteling · 4. Walt Disney Studios Park · 5. Tivoli · 6. PortAventura Park · 7. Liseberg · 8. Gardaland · 9. Legoland Windsor · 10. Puy du Fou · 11. Legoland Billund · 11. Legoland Deutschland · 13. Parque Warner Madrid · 14. Parc Astérix · 15. Alton Towers · 16. Phantasialand · 17. Thorpe Park · 18. Futuroscope · 19. Gröna Lund · 20. Chessington World of Adventures